# حارة الطاهري (الشيخ عثمان)

تعديل مصدري - تعديل

حارة الطاهري هي إحدى حارات حي عبود الواقع بمديرية الشيخ عثمان التابعة لمحافظة عدن، بلغ تعداد سكانها 3061 نسمة حسب تعداد اليمن لعام 2004.